# فهرست شهرهای موزامبیک

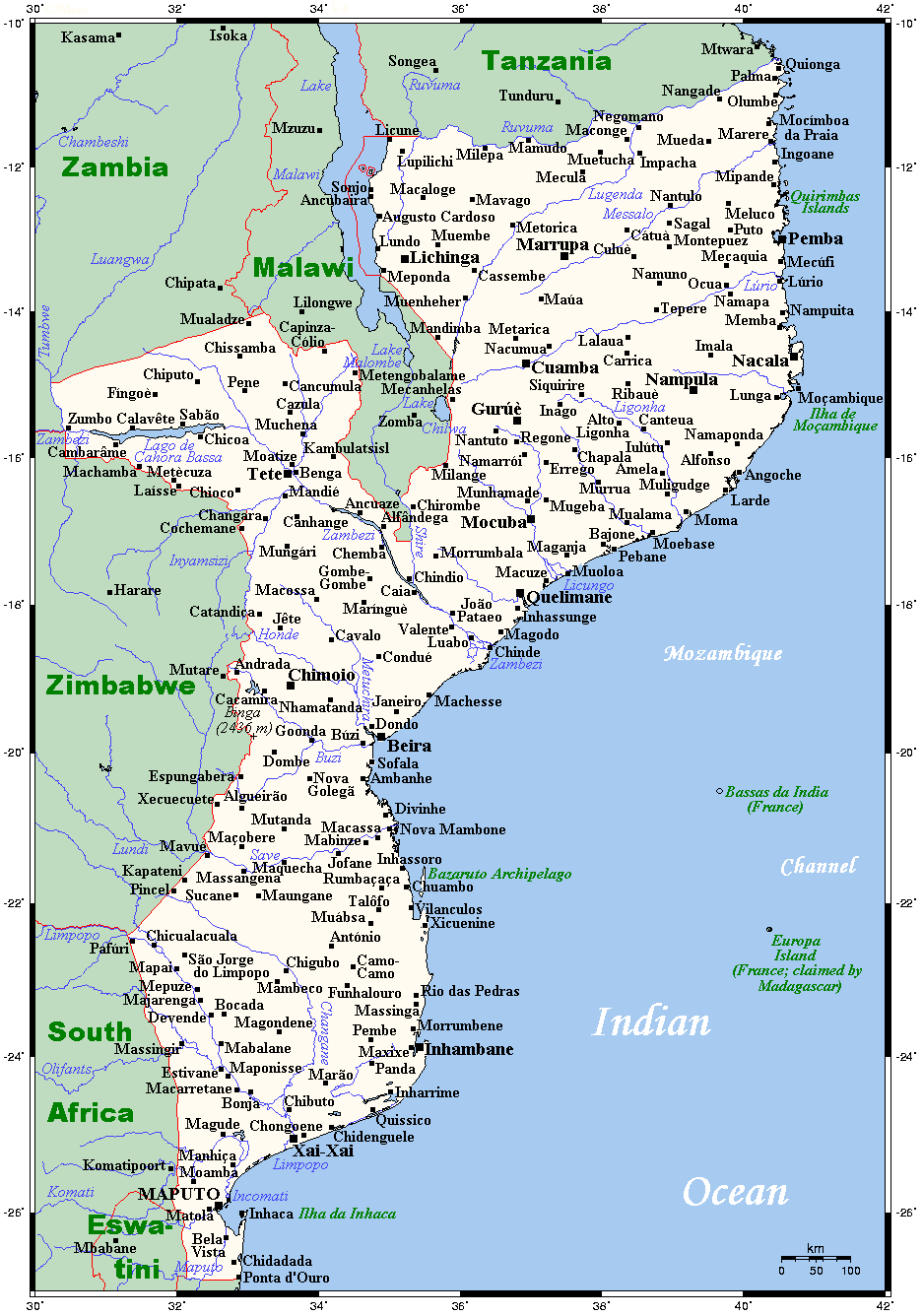
فهرست شهرها، شهرک‌ها و روستاهای مهم موزامبیک

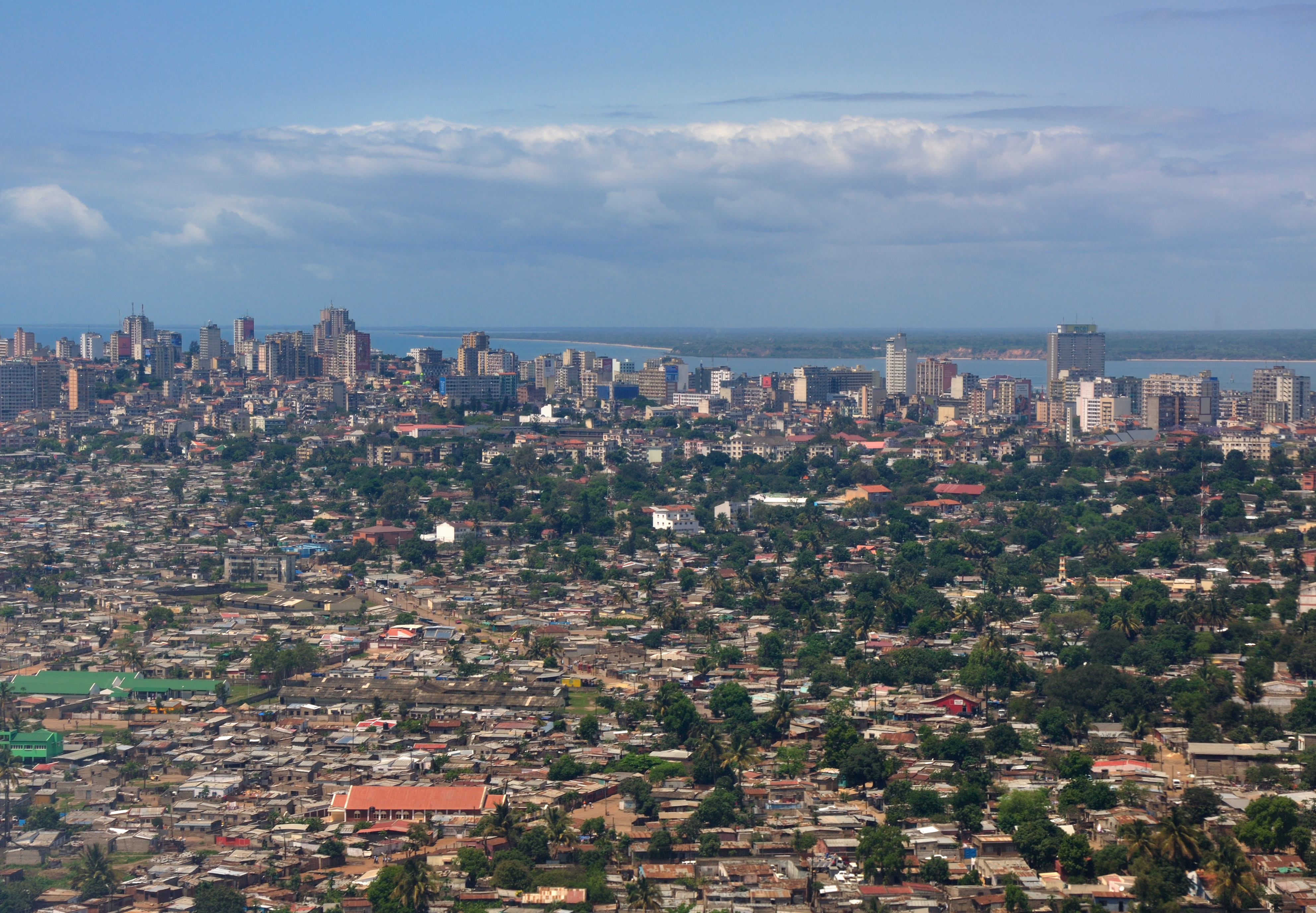
ماپوتو، مرکز موزامبیک

فهرست شهر و شهرک‌های موزامبیک:
- آنگوش، موزامبیک
- بیرا، موزامبیک
- بلن، موزامبیک
- کاتاندیکا، موزامبیک
- چیبوتو، موزامبیک
- چی‌کوآلاکوآلا، موزامبیک
- چیمو، موزامبیک
- چینده، موزامبیک
- چوک‌وی، موزامبیک
- کوامبا، موزامبیک
- دندو، آنگولا
- گروئه، موزامبیک
- اینهامبانه
- لیچینگا، موزامبیک
- مانیکا، موزامبیک
- ماپوتو (پایتخت)
- ماراکین، موزامبیک
- ماتولا، موزامبیک
- ماکسی، موزامبیک
- موآتزیه، موزامبیک
- جزیره موزامبیک
- موزیبو دا پریا، موزامبیک
- موکوبا، موزامبیک
- مونتپوز، موزامبیک
- موئدا، موزامبیک
- ناامچا، موزامبیک
- ناکالا، موزامبیک
- نامپولا
- پالما، موزامبیک
- پمبا، موزامبیک
- Ponta d'Ouro
- کلیمنه، موزامبیک
- تته (شهر)
- ویلانکولو، موزامبیک
- شای-شای
- زاوالا، موزامبیک